# Estêvão de Gaza
Estêvão (em grego: Στέφανος; romaniz.: Stéfanos) foi um gramático grego bizantino do século V/VI que exerceu função em Gaza, no Oriente. Originário de Gaza, teve um irmão de nome desconhecido. Foi destinatário de seis cartas de Procópio de Gaza. Em certa ocasião visitou junto de Hiério e Alípio a cidade de Dafne, próximo de Antioquia. Permaneceu na cidade e fundou uma escola. Anos depois retornou para Gaza.